# Den Ruska

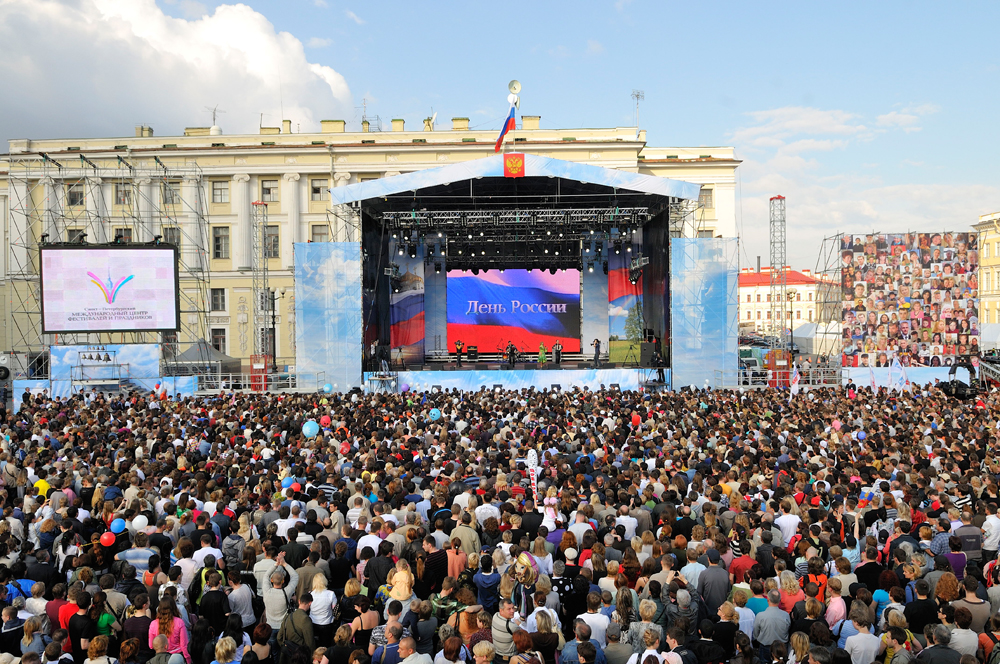
Den Ruska v Petrohradě, 2009

Den Ruska je nejmladší ruský národní svátek. Slaví se 12. června. V tento den v roce 1990 byla na Prvním sjezdu lidových poslanců Ruské federace schválena Deklarace o státní svrchovanosti RSFSR. V tomto dokumentu byla jedna podstatná výhrada – Ruská federace nevystupuje ze složení SSSR. První prezident Ruska Boris Jelcin navrhl zřídit 12. června státní svátek a nazvat ho „Den Ruska“. Výnos o tom byl podepsán v roce 1994.
Postoje ruské veřejnosti k tomuto svátku se vyvíjejí. Více než polovina Rusů dnes podle sociologických průzkumů považuje tento svátek za symbol národní jednoty, tři čtvrtiny dotázaných jsou hrdí, že jsou Rusové.